# Три уши
Три уши е планински рид в Западна Стара планина, Софийска област, в най-западната част на Софийската котловина.
Ридът се простира от запад на изток на протежение от 10 км и ширина от 2 – 2,5 км. На юг склоновете му достигат до най-западната част на Софийската котловина, където е разположено Алдомировското блато, на запад чрез ниска седловина се свързва със Забелски рид, а на север Драгоманското блато го отделя от планината Чепън. На изток се понижава и постепенно преминава в силно окарстеното Раниловско поле.
Целият рид е съставен от височините Три Уши, Мека Црев и Леща. Най-висока точка е връх Чавчи камък (897,6,6 м), който се намира на височината Три Уши, разположена в западната част на рида, на около 2 км югоизточно от град Драгоман. Билото му е остро и назъбено, а склоновете му са стръмни, силно окарстени и обезлесени. Изградена е от юрски варовици.
В северозападното му подножие е разположен град Драгоман. Там преминава и участък от първокласен път № 8 от Държавната пътна мрежа ГКПП „Калотина“ – София – Пловдив – ГКПП „Капитан Андреево“, а успоредно на него и участък от трасето на жп линията Белград – София – Истанбул.
Три Уши е известен с боевете между българските и сръбските войски, решили изхода на Сливнишкото сражение през ноември 1885 г.

## Географско положение
С това име се означава ясно обособена група възвишения между Драгоман на запад и приблизително Беледие хан на изток. От север и от юг тя е ограничена от две полета. В северното се разполагат Драгоманското блато и селата Големо Малово и Мало Малово, както и Василовци. В южното са Алдомировското блато и селата Опицвет, Безден, Богьовци и Петърч. В североизточния си край Три уши на практика опира в южните склонове на Чепън – там, където е село Цръклевци. Най-проблематична е източната граница на тази група възвишения, където тя плавно прелива в Мала планина. Беледие хан, надвиснал над долината на Крива река, е безспорна югоизточна точка. Спорно е обаче дали оттук границата върви право на север по трасето на съвременното шосе Беледие хан – Бучин проход или е зададена от долината на Крива река до водослива ѝ с Дръмшенска река, а оттук насетне нагоре по Дръмшенска река до нейните извори. На практика триъгълникът между селата Беледие хан, Понор и Дръмша, увенчан от върховете Бакин кръст, Голямото било и Курилова могила, е „ничия земя“ между Три уши и Мала планина. В посока изток-запад групата е дълга 19 км (или 23, ако се продължи на изток до водослива на Крива и Дръмшенска), а максималната ѝ ширина е 8 км (по мислената линия Василовци-Безден/Опицвет).
В рамките на масива се различават много ясно два дяла – западен и източен. Западният е тесен, издължен и се вие подобно на змия между Драгоманското и Алдомировското блато. Той започва като тесен и нисък рид, увенчан от върховете Рудина и Синоглав, след което преминава в група от няколко ясно обособени възвишения, разделени едно от друго с дълбоки седловини. Това са същинските „Три уши“: върховете Чавчи камък, Пуклина и Дръмски връх. Последният е отделен чрез много дълбока и характерна клисура от източния си съсед – Мека црев. От източните склонове на Мека црев западният дял прелива плавно в източния, който има разлат, платовиден характер и се разделя на няколко рида/била в посока запад-изток, отделени от плитки долини. Централният рид върви право на изток през върховете Леща, Попа и Попова глава, за да достигне шосето Беледие хан – Бучин проход точно при разклона за село Понор. Южно от него има друг рид, в южното подножие на който са селата Опицвет, Безден и Богьовци. Северно от главното било е третият рид, започващ при връх Ковачица на запад, преминаващ през Ручо бърдо и Градище (998 м н.в.), който връх е и най-високата точка на цялата група възвишения. Северно от рида, в малка котловина североизточно от връх Градище, е сгушено село Понор – единственото село вътре във възвишенията, на север от което е и последният рид, започващ между селата Василовци и Цръклевци и завършващ нейде между Понор и Раниславци.
Тези карстови възвишения са практически напълно лишени от дървесна растителност. Билните има части са затревени и – особено в западния дял, както и в района на връх Градище – със силно камениста повърхност. Храстово-дървесна растителност се среща основно в чашите на десетките понори, осеяли най-вече повърхнината на платовидната източна част, както и по северните склонове на „същинските три уши“ в западната част. Вода по високите части няма за разлика от подножията, където бликат големи карстови извори, даващи условия за живот на околните села и захранващи двете вече споменати блата.
Три уши е оголено, каменисто и безводно възвишение. Изградено е от горноюрски карбонатни скали. Повърхността му, особено в източната част, е осеяна с валози и понори. Повърхностен отток почти липсва. В подножията обаче бликат буйни извори. Известни са Алдомировските, Безденските и др. 
В Три уши се намира х. Люляка (с капацитет 24 места). Тя е на самата граница със Софийска планина, в долината на Крива река (на десния бряг), и в туристическо отношение повече гравитира към Софийска и Мала планина. 
Изходни пунктове за Три уши са гр. Драгоман, селата Големо Малово, Васильовци, Цръклевци, Понор, Безден и Беледие хан. 

## Животински свят
На този интересен рид и в околностите му могат да се видят гарвани, обикновени и белоопашати мишелови, тръстикови блатари, щиглеци, зеленики, скатии, червенушки, пепелянки, обикновени полевки, къртици и още много други представители на животинското царство. Двете блата - Драгоманското от север, и Алдомировското - от юг, приютяват невероятно разнообразие от водолюбиви блатни птици.

## Други
На Три уши е наречена улица в София (Карта).

## Топографска карта
- Лист от карта K-34-46. Мащаб: 1 : 100 000.
- Лист от карта K-34-47. Мащаб: 1 : 100 000.